# Hermann Salmang
Hermann Salmang (* 18. März 1890 in Aachen; † 27. September 1962 im Breisgau) war ein deutscher Chemiker und Hüttenkundler. 

## Leben
Hermann Salmang war der Sohn des Eilendorfer Metzgermeisters Mayer Salmang (1859–1925) und Rosa, geborene Windmüller (* 1860) aus Lippstadt. Nach seinem Abitur studierte er Chemie und Hüttenkunde an der heimischen Rheinisch-Westfälischen Technischen Hochschule Aachen, wo er anschließend auch als Assistent übernommen wurde und 1915 promovierte. Nach einer zweijährigen Dienstzeit als Chemiker in einer Wasserstoffgasfabrik in Düsseldorf zog er als Kriegsfreiwilliger an die Westfront, von der er mit dem EK I und EK II zurückkam.
Nach seinem Kriegseinsatz wurde Salmang wieder an der RWTH Aachen angenommen, wo er sich 1926 habilitierte und als Privatdozent für Eisenhütten- und Materialkunde sowie Feuerungskunde und feuerfeste Baustoffe Lehrveranstaltungen anbot. Im Jahr 1928 übernahm er die Leitung des auf seine Initiative hin angegliederten Instituts für Gesteinshüttenkunde und wurde hier schließlich am 18. August 1930 zum außerordentlichen Professor ernannt. Zwei Jahre später wurde er Wissenschaftliches Mitglied des Kaiser-Wilhelm-Instituts für Silikatforschung in Berlin und zusätzlich in den Senat der Kaiser-Wilhelm-Gesellschaft gewählt. In dieser Zeit entstanden auch die meisten seiner zahlreichen Publikationen.
Im Frühjahr 1933 begannen auch an der RWTH Aachen die Denunzierungen der Studentenschaft. Hierbei ließen der ASTA (Allgemeiner Studentenausschuss) und die Studentenführer dem hierfür extra eingesetzten Denunziationsausschuss, bestehend aus Hermann Bonin, Hubert Hoff, Felix Rötscher, Adolf Wallichs, und Robert Hans Wentzel darüber Mitteilungen zukommen, welche  der Dozenten und Professoren "Nichtarier" waren und vermeintlich oder tatsächlich eine unerwünschte politische Einstellung hatten. Salmang sollte nun gemäß dem Gesetz zur Wiederherstellung des Berufsbeamtentums als Jude zusammen mit den Professoren Otto Blumenthal, Walter Maximilian Fuchs, Arthur Guttmann, Ludwig Hopf, Theodore von Kármán, Paul Ernst Levy, Karl Walter Mautner, Alfred Meusel, Leopold Karl Pick, Rudolf Ruer, und Ludwig Strauss ab September 1933 die Lehrerlaubnis entzogen werden. Nach einem Bittschreiben des amtierenden Rektors Paul Röntgen an den Reichskommissar im Erziehungsministerium Bernhard Rust, Salmang zur weiteren Umsetzung seines Forschungsauftrags halten zu dürfen, wurde seine Entlassung auf Grund der Ausnahmeregelung des Berufsbeamtengesetzes für Frontkämpfer ausgesetzt. Salmang, der bei den Kollegen und den Studierenden außerordentlich beliebt war, konnte daher seine Tätigkeit an der RWTH Aachen zunächst fortsetzen.
Die Ausnahmeregelungen des Berufsbeamtengesetzes für Juden galten jedoch nur bis zum Inkrafttreten des Reichsbürgergesetzes 1935. Salmang kündigte 1935 in Aachen und emigrierte in die Niederlande. Hier übernahm er die Leitung des Entwicklungslabors der Maastrichter Porzellanfabrik, musste sich aber während des Krieges immer wieder mit Hilfe von Freunden dem Zugriff der Gestapo entziehen. Eine seiner beiden Schwestern wurde im KZ Auschwitz ermordet, seine zweite überlebte die NS-Zeit und emigrierte nach Israel.
Im Jahre 1950 beantragte und erhielt Salmang die niederländische Staatsbürgerschaft und kehrte wieder an die RWTH Aachen zurück, wo er 1950 zum ordentlichen Professor ernannt wurde. Im Jahre 1954 trat er in die Max-Planck-Gesellschaft ein. Für seine Verdienste wurde er 1955 mit der Seger-Plakette der Deutschen Keramischen Gesellschaft sowie 1960 mit der Otto-Schott-Gedenkmünze der Deutschen Glastechnischen Gesellschaft ausgezeichnet. 
Während einer Fahrt in den Breisgau starb Salmang am 27. September 1962 bei einem Autounfall. Heute erinnert die ab 1978 verliehene Hermann-Salmang-Porzellan-Gedenkmedaille ebenso an ihn, wie im Institut für Gesteinshüttenkunde ein Porträt und die Benennung eines Hörsaales.

## Werke (Auswahl)
- Über die Ammoniakbildung bei der Vergasung von Koks und Kohlen durch Dampf und Luft; Aachen, 1914
- Die Rolle des Wassers bei der Verformung der Tone; Coburg, Müller & Schmidt, 1926
- Betrachtungen über die Ursachen des bildsamen Zustandes der Tone; Coburg, Müller & Schmidt, 1928
- Das Institut für Gesteinshüttenkunde an der Technischen Hochschule Aachen; Coburg, Müller & Schmidt, 1928
- Ton und Wasser; Dresden, Verlag Theodor Steinkopff, 1929
- Untersuchungen über die Eigenschaften von gebrannten Ton-Tonerde-Mischungen bei verschiedenen Brennbedingungen; Coburg, Müller & Schmidt, 1929
- Herstellung schlackenbeständiger Geräte aus Magnesia und Tonerde; Düsseldorf, Verlag Stahleisen, 1933
- Die physikalischen und chemischen Grundlagen der Keramik; Berlin, Julius Springer, 1933
- Die Oxydationsstufen des Eisens in Schlacken in Abhängigkeit von der chemischen Zusammensetzung, der Temperatur und der Ofenatmosphäre; Düsseldorf, Verlag Stahleisen, 1934
- Die physikalischen und chemischen Grundlagen der Glasfabrikation; Berlin, Springer, 1957